# Kuomboka Network

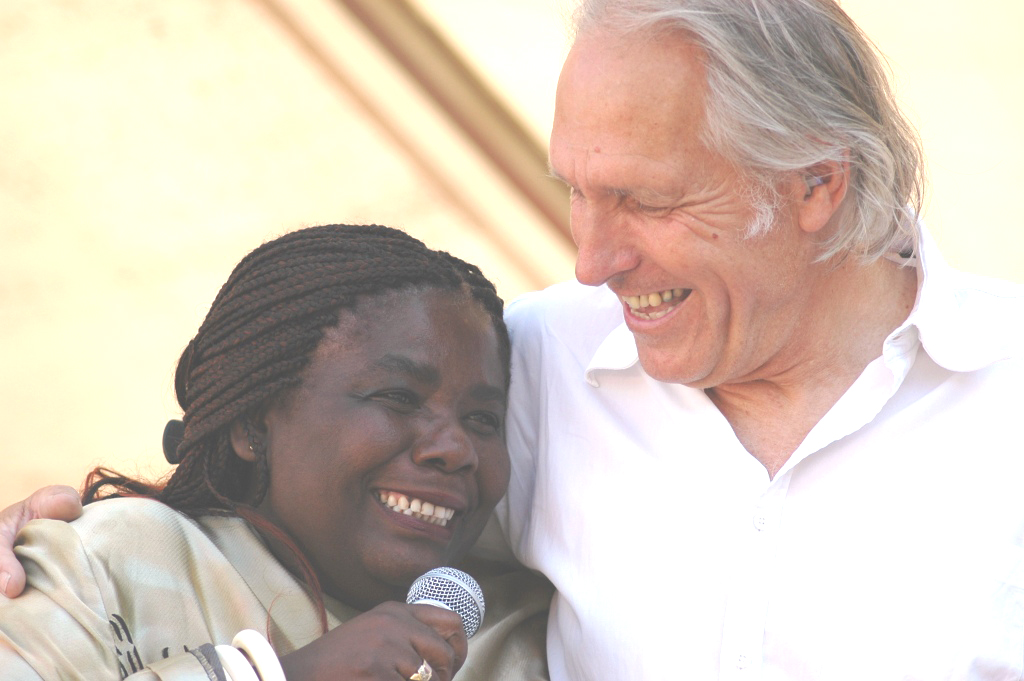
Alice Wamulume & Theo Jansen

Kuomboka Network is een muzikanten netwerk gelieerd aan de stichting Kuomboka, die verschillende bands en muzikale projecten heeft voortgebracht. 
Enkele bands met wereldmuziek uit dit netwerk zijn: Kuomboka, Les Kingo Star, OK Bungo, Mbungo Express en ook het Nederlandstalige Niets dan Ellende. De muzikanten die onder andere ook actief zijn in Alquin en Estudiantina ensemble spelen met elkaar in verschillende combinaties en projecten. De Zambiaanse zangeres Alice Wamulume was het gezicht en de stem van de Afrikaanse band Kuomboka van 1983 tot 1987. Vanaf 2001 zingt Alice Wamulume met kunstenaar Theo Jansen in Mbungo Express.

## Leden van het muzikale netwerk
- Alice Wamulume  - zang
- Ben Kröse - tres
- Bob Overeem - drums
- Geert Kistemaker - bas
- Günter Weber - sax, trompet
- Han Reekers - drums, zang
- Hans Imthorn - gitaar  († 2017)
- Jan de Boer - percussie
- Job Tarenskeen - sax, zang, chef d'orchestre
- John Hoefnagels - sound technics
- Maarten Pedroli - bas
- Paul Imthorn - gitaar
- René de la Rambelje - percussie, zang
- Rene Hoefnagels - sound technics
- Ron Ottenhoff - sax
- Theo Jansen - zang, guitarillo
- Trudie van Starrenburg - zang, sax
- Anita Janssen - zang